# فهرست نیروگاه‌های امارات متحده عربی
در این صفحه فهرست نیروگاه‌های امارات متحدهٔ عربی را خواهیم دید. امارات یکی از کشورهایی است که نسبت تولید برق به جمعیت آن خیلی بالاست. هم‌چنین بالاترین میزان نیروگاه‌های تولید آب شیرین و بزرگ‌ترین نیروگاه تولید آب شیرین در جهان (نیروگاه جبل علی) را دارد.
تخمین زده می‌شود که نیاز برق امارات از ۱۵٫۵ گیگاوات به بیش از ۴۰ گیگاوات (۴۰٬۰۰۰ مگاوات) در سال ۲۰۲۰ برسد.

## نیروگاه سوخت فسیلی
| ردیف | نام             | مکان | ظرفیت          | نوع                   | راه‌اندازی | توضیحات                                                                                           |
| ---- | --------------- | --- | -------------- | --------------------- | --------- | ------------------------------------------------------------------------------------------------- |
| ۱    | نیروگاه جبل علی | امارات، دبی، در امتداد خلیج فارس و در مجاورت منطقهٔ آزاد جبل علی                                            | ۸٬۵۰۰ مگاوات   | تولید همزمان آب و برق | -         | نیروگاه جبل علی بزرگ‌ترین نیروگاه سوخت فسیلی امارات و بزرگ‌ترین نیروگاه تولید آب شیرین در جهان است. |
| ۲    | نیروگاه شویهات  | امارات، ۲۵۰ کیلومتری غرب شهر ابوظبی در شهر جبل الظنة، منطقهٔ الشویهات در غرب شهر الرویس در مجاورت خلیج فارس | ۴٬۶۱۰ مگاوات   | تولید همزمان آب و برق |           |                                                                                                   |
| ۳    | نیروگاه الطویله | امارات، میان دو شهر ابوظبی و دبی، در مجاورت خلیج فارس                                                      | ۴٬۳۵۵٫۶ مگاوات | تولید همزمان آب و برق |           |                                                                                                   |
| ۴    | نیروگاه العویر  | امارات، در حومهٔ شهر دبی، در نزدیکی روستای العویر                                                           | ۳٬۵۰۰ مگاوات   |                       |           |                                                                                                   |
| ۵    | نیروگاه فجیره   | امارات، شهر فجیره در ۵ کیلومتری جنوب بندر خور فکان در نزدیکی روستای مربح در مجاورت دریای عمان              | ۲٬۸۹۳ مگاوات   | تولید همزمان آب و برق |           |                                                                                                   |
| ۶    | نیروگاه حمریه   | امارات، در منطقهٔ صنعتی شارجه در منطقهٔ آزاد الحمریه                                                         | ۲٬۵۰۰ مگاوات   | تولید همزمان آب و برق | ۲۰۱۴      |                                                                                                   |
| ۷    | نیروگاه ام‌النار | امارات، در ۱۵ کیلومتری شرق ابوظبی واقع در جزیرهٔ ام آل نار در مجاورت خلیج فارس                              | ۲٬۲۰۰ مگاوات   | تولید همزمان آب و برق | ۱۹۷۹      |                                                                                                   |
| ۸    | نیروگاه العین   | امارات، شهر العین                                                                                          | ۴۲۸ مگاوات     | نیروگاه گازی          |           |                                                                                                   |
| ۹    | نیروگاه المرفا  | امارات، غرب ابوظبی در نزدیکی شهر المرفاء در مجاورت خلیج فارس                                               | ۱۹۲ مگاوات     | تولید همزمان آب و برق | ۱۹۹۵      |                                                                                                   |

## نیروگاه هسته‌ای
| ردیف | نام                  | مکان                                               | ظرفیت        | نوع             | راه‌اندازی | توضیحات                                                                                                   |
| ---- | -------------------- | -------------------------------------------------- | ------------ | --------------- | --------- | --- |
| ۱    | نیروگاه هسته‌ای براکه | امارات، ابوظبی، واقع در ۵۳ کیلومتری غرب شهر الرویس | ۵٬۶۰۰ مگاوات | رآکتور آب فشرده | ۲۰۱۸      | نخستین نیروگاه هسته‌ای در امارات و بزرگ‌ترین نیروگاه هسته‌ای در خاورمیانه است. این نیروگاه در حال احداث است. |

## نیروگاه خورشیدی
| ردیف | نام                                   | مکان                                    | ظرفیت        | نوع               | راه‌اندازی     | توضیحات                                                          |
| ---- | ------------------------------------- | --------------------------------------- | ------------ | ----------------- | ------------- | ---------------------------------------------------------------- |
| ۱    | نیروگاه خورشیدی شمس ۱                 | ۱۲۰ کیلومتری ابوظبی، در نزدیکی شهر زاید | ۱۰۰ مگاوات   | فناوری متمرکزی    | مارس ۲۰۱۳     | این نیروگاه یکی از بزرگ‌ترین نیروگاه‌های خورشیدی جهان محسوب می‌شود. |
| ۲    | نیروگاه خورشیدی محمد بن راشد آل مکتوم | دبی                                     | ۱٬۰۰۰ مگاوات | سامانه فتوولتاییک | ۲۲ اکتبر ۲۰۱۳ |                                                                  |